# Матвеева, Ольга Александровна
О́льга Алекса́ндровна Матве́ева (род. 23 октября 1967) — российская самбистка и дзюдоистка, призёр чемпионатов России по дзюдо, чемпионка Европы и мира по самбо, мастер спорта России международного класса по дзюдо, Заслуженный мастер спорта России по самбо. По самбо выступала во второй полусредней весовой категории (до 64 кг).

## Карьера
В детстве занималась лыжным спортом и биатлоном, после чего перешла в дзюдо. Наставником Матвеевой был Александр Иванов. Является президентом «Федерации борьбы самбо города Самары». Работает в Самаре заместителем директора спортшколы олимпийского резерва № 6. В Самаре работает спортклуб дзюдо Ольги Матвеевой.

## Спортивные результаты
- Чемпионат России по дзюдо 1992 года — ;
- Чемпионат России по дзюдо 1993 года — ;
- Чемпионат России по дзюдо 1994 года — ;
- Чемпионат России по дзюдо 1995 года — ;
- Чемпионат России по дзюдо 1996 года — ;